# Calceolaria volckmannii
Calceolaria volckmannii är en toffelblomsväxtart som beskrevs av Rodolfo Amando Philippi. Calceolaria volckmannii ingår i släktet toffelblommor, och familjen toffelblomsväxter. Inga underarter finns listade i Catalogue of Life.